# Istituto Politecnico di Kiev
L'Istituto Politecnico di Kiev "Igor Sikorski" (Національний технічний університет України «Київський політехнічний інститут імені Ігоря Сікорського» - Università tecnica nazionale dell'Ucraina «Istituto Politecnico di Kiev "Igor Sikorski"») è la principale università tecnica di Kiev, capitale dell'Ucraina. Fu fondata nel 1898.

## Organizzazione
L'Università ha 16 facoltà e diversi istituti di ricerca e centri di ricerca.

### Istituti
- Istituto per l'analisi dei sistemi applicati - IASA
- Istituto didattico-scientifico dei sistemi di telecomunicazione - ITS
- Istituto di Tecnologie Aerospaziali - IAT
- Istituto di Risparmio Energetico e Gestione Energetica - IEE
- Istituto di Comunicazione Specialistica e Sicurezza dell'Informazione - ISZZI
- Istituto di Ingegneria Meccanica - MMI
- Istituto di stampa ed editoria - VPI
- Istituto di Fisica e Tecnologia - IPT

### Facoltà
- Facoltà di Ingegneria Chimica - IHF
- Facoltà di Ingegneria Biomedica - FBE
- Facoltà di Ingegneria della Strumentazione - PBF
- Facoltà di Ingegneria Radio - RTF
- Facoltà di Ingegneria del Calore e dell'Energia - TEF
- Facoltà di Biotecnologie e Biotecnica - FBT
- Facoltà di Ingegneria dell'Energia Elettrica e Automatica - FEA
- Facoltà di Elettronica - FEL
- Facoltà di scienze informatiche - FIOT
- Facoltà di Linguistica - FL
- Facoltà di Management e Marketing - FMM
- Facoltà di Sociologia e Giurisprudenza - FSP
- Facoltà di Matematica Applicata - FPM
- Facoltà di Fisica e Matematica - FMF
- Facoltà di Tecnologia Chimica - XTF
- Facoltà congiunta di ingegneria meccanica - JFME